# Fair Grove
Fair Grove é uma cidade localizada no estado americano de Missouri, no Condado de Greene.

## Demografia
Segundo o censo americano de 2000, a sua população era de 1107 habitantes.
Em 2006, foi estimada uma população de 1302, um aumento de 195 (17.6%).

## Geografia
De acordo com o United States Census Bureau tem uma área de
8,0 km², dos quais 8,0 km² cobertos por terra e 0,0 km² cobertos por água. Fair Grove localiza-se a aproximadamente 371 m acima do nível do mar.

## Localidades na vizinhança
O diagrama seguinte representa as localidades num raio de 28 km ao redor de Fair Grove.